# Jusqu'à ce que le sort les sépare
Pour les articles homonymes, voir Jusqu'à ce que la mort nous sépare.
Jusqu'à ce que le sort les sépare  (Érase una vez… pero ya no) est un mini-feuilleton espagnol en six épisodes d'environ 30 minutes, mis en ligne le 11 mars 2022 sur la plate-forme Netflix.

## Synopsis
Soledad est amoureuse de Diego, mais elle ne peut l'épouser car il n'est que pêcheur alors qu'elle est la princesse du royaume. Diego demande de l'aide à une sorcière, qui jette un sort sur le royaume : plus personne ne pourra tomber amoureux tant que les deux amants ne seront pas réunis. La princesse Soledad doit garder en vie un petit dragon d'eau pour tenir Diego en sécurité jusqu'à leurs retrouvailles.
C'est ce que raconte la légende d'un village, attirant les touristes dans un hôtel au bord de la faillite. L'hôtel ne survit que parce que Maxi, le fils de l'hôtelière, se prostitue auprès des clientes et grâce aux récitals de la chanteuse Enamora. L'arrivée d'Antonio et Juana puis de Goya aidera-t-elle à lever la malédiction qui pèse sur le village ?

## Distribution
- Sebastián Yatra : Diego / Maxi
- Nía Correia (en) : Ana / Juana
- Mónica Maranillo : Soledad / Goya
- Asier Etxeandia : Antonio Gamero
- Mariana Treviño : la reine Dolores / Lola
- Mariola Fuentes : la reine Fátima / Simona
- Itziar Castro : Eloísa / Candela
- Julián Villagrán : Anselmo / Leo
- Daniela Vega : la sorcière / Enamora
- Rossy de Palma : Mamen

## Production

### Genèse et développement
En mars 2021, la revue Esquire annonce le lancement du premier feuilleton série musical produit par Netflix España. Son créateur, Manolo Caro le définit comme « un anti-conte de fées, une réinvention à partir de la pensée de la société actuelle ». La direction musicale est confiée à Lucas Vidal. Le feuilleton reprend plusieurs chansons d'artistes populaires, comme « Si tú no vuelves » de Miguel Bosé, « Si no te hubieras ido » de Marco Antonio Solís, « Fuimos amor » d'Esteman, « Sobreviviré » de Mónica Naranjo ou encore « La revolución sexual » du groupe La Casa Azul.

### Distribution des rôles
Dès l'annonce du projet, il est dit que les rôles principaux du feuilleton seront interprétés par Sebastián Yatra, Nía Correia et Mónica Maranillo, ainsi que Asier Etxeandia ou encore Rossy de Palma. Sebastián Yatra est déjà une jeune vedette, et Asier Etxeandia est un artiste reconnu, de même que « l'icônique » Rossy de Palma. Mais Mónica Maranillo venait juste de se faire connaître par La Voz Kids, et Nía Correia venait de gagner dans OT 2020.

### Tournage
Le feuilleton est tourné dans le village de La Alberca dans la province de Salamanque, ainsi qu'au château de Manzanares el Real et au château de Guadamur dans la province de Tolède.

## Épisodes
1. Si tu ne reviens pas (Si tú no vuelves)
2. Irresponsables
3. Nous étions l'amour (Fuimos amor)
4. Je survivrai (Sobreviviré)
5. Ce n'est pas moi (Yo no soy esa)
6. On a toujours vécu ensemble (Vivimos siempre juntos)

## Réception critique
Pour le site spécialisé La Montée ibérique, le mini feuilleton « utilise les codes des contes de fée pour les tourner en dérision et imposer une nouvelle vision du genre mais toujours avec une touche d’humour », ce qui en fait « un feuilleton complètement fou qui joue sur le côté décalé pour faire rire et parfois réfléchir ».